# God Eater 2
God Eater 2 est un jeu vidéo de type action-RPG développé par Shift et édité par Bandai Namco Games, sorti en 2013 sur Windows, PlayStation 4, PlayStation Portable et PlayStation Vita. Il fait suite à Gods Eater Burst.

## Accueil
- GameSpot : 8/10 [1]